# Sphodromantis centralis
Sphodromantis centralis är en bönsyrseart som beskrevs av Rehn 1914. Sphodromantis centralis ingår i släktet Sphodromantis och familjen Mantidae. Inga underarter finns listade i Catalogue of Life.